# Лефевр, Жан-Ксавье
Жан-Ксавье́ Лефе́вр (фр. Jean-Xavier Lefèvre 6 марта 1763, Лозанна — 9 ноября 1829, Париж) — французский кларнетист и композитор швейцарского происхождения, профессор Парижской консерватории.

## Биография
Игре на кларнете обучался в Париже у Мишеля Йоста, с 1778 года играл в оркестре Французской гвардии, в 1783—1791 часто выступал на «Духовных концертах», с 1789 по 1795 был кларнетистом оркестра Национальной гвардии. В 1791—1817 был кларнетистом оркестра Парижской оперы, в 1807—1829 — солистом оркестра Императорской (Королевской) капеллы. В 1814 был удостоен звания кавалера ордена Почётного легиона.
Лефевр преподавал в Парижской консерватории с самого её основания (1795) до 1824 года. Среди его учеников — многие известные кларнетисты своего времени, в их числе Бернхард Хенрик Круселль. В 1802 году вышла в печать его «Школа игры на кларнете», пользовавшаяся большой популярностью и переведённая на итальянский и немецкий языки. Лефевр был первым, кто расширил диапазон кларнета до современных границ (ми малой октавы — до четвёртой октавы) и использовал трели на всём его протяжении. Ему также приписывается создание классической «добёмовской» модели инструмента с шестью клапанами (добавление клапана для ноты до-диез первой октавы/соль-диез второй), однако наряду с этим существует мнение, что Лефевр только перенял идею шестиклапанного инструмента, первые образцы которого появились в Германии.

## Сочинения
Концерты
- Семь концертов для кларнета с оркестром
- Две концертные симфонии для кларнета и фагота с оркестром (утеряны)
- Концертная симфония для гобоя, кларнета и фагота с оркестром (утеряна)

Сочинения для духового оркестра
- Марши, Гимн победе и др.

Камерные сочинения
- Шесть квартетов для кларнета, скрипки, альта и баса
- Шесть трио для двух кларнетов и фагота
- Около 200 дуэтов для двух кларнетов или кларнета и фагота
- 22 сонаты для кларнета и бассо континуо
- Соната для скрипки и бассо континуо